# Ustava Republike Baškortostan
Ustava Republike Baškortostan (baškirsko Башҡортостан Республикаһы Конституцияһы, rusko Конституция Республики Башкортостан) je najvišji zakon republike Baškortostan v Rusiji. Ustava določa strukturo nacionalne vlade.
Ustava Republike je bila sprejeta 24. decembra 1993. 1. člen ustave določa, da je Baškortostan avtonomna republika znotraj Ruske federacije. To pomeni, da ima nekatere suverene pravice in pristojnosti, ki jih izvaja avtonomno, razen tistih, ki so posebej določene kot skupne zveznim oblastem Rusije. Odnosi med Republiko Baškortostan in Rusko federacijo temeljijo na členih Ustave Ruske federacije, Ustave Republike Baškortostan, Zvezne pogodbe (z amandmaji) in Sporazuma o ločitvi oblasti ter medsebojnem prenosu pooblastil med organi državne oblasti Republike Baškortostan. S tem so jasno opredeljena področja, kjer ima Baškortostan samostojne pristojnosti, in področja, kjer sodeluje z zvezno oblastjo.
Prvi trije členi ustave vzpostavljajo načelo delitve oblasti, ki vlado deli na tri veje: 
- Zakonodajna oblast, ki jo predstavlja Državna skupščina Baškortostana
- Izvršna oblast, ki jo sestavljajo vodja Baškortostana
- Sodna oblast, ki jo sestavljajo Vrhovno sodišče in druga nižja sodišča.

Ustava je doživela pomembne spremembe, večinoma zaradi pritiskov s strani zvezne vlade. Ena od opaznih sprememb, uvedenih leta 2014, je bila sprememba naziva vodje republike iz »predsednika« v »vodjo«.
Poleg tega obstajajo težave pri izvajanju členov ustave, ki se nanašajo na baškirski jezik. Zvezne oblasti v Ufi niso uporabljale domorodnega jezika za označevanje in imenovanje, kar je v nasprotju z ustavnimi določbami, namenjenimi zaščiti in spodbujanju jezika domorodnega ljudstva.